# القدم (ملحان)

تعديل مصدري - تعديل

القدم هي إحدى قرى عزلة بدح بمديرية ملحان التابعة لمحافظة المحويت، بلغ تعداد سكانها 1089 نسمة حسب تعداد اليمن لعام 2004.